# Bitwa pod Mundą (45 p.n.e.)
Bitwa pod Mundą – starcie zbrojne, które miało miejsce 17 marca 45 p.n.e. na równinach Mundy w południowej Hiszpanii podczas wojny domowej Gajusza Juliusza Cezara (49–45 p.n.e.).
Była to ostatnia bitwa w tej wojnie, toczonej przez Juliusza Cezara przeciwko stronnikom Gnejusza Pompejusza Wielkiego. Po tym zwycięstwie, i śmierci Tytusa Labienusa oraz Gnejusza Pompejusza Młodszego (starszy syn Pompejusza Wielkiego), Cezar mógł wrócić do Rzymu i rządzić jako dyktator. Zabójstwo Cezara rozpoczęło proces kończący Republikę Rzymską panowaniem siostrzeńca Juliusza Cezara – Oktawiana Augusta jako pierwszego Cesarza Rzymskiego.

## Wstęp
Po klęskach w bitwach pod Farsalos oraz w bitwie pod Tapsus, wojska republikanów zostały zrekonstruowane w Hiszpanii. W istocie, wiosną 46 p.n.e. dwa legiony w prowincji Hispania Ulterior, w większości złożone z dawnych weteranów Pompejusza zaciągniętych do armii Cezara, opowiedziały się za Gnejuszem Pompejuszem (syn wielkiego Pompejusza) i wygnały namiestnika desygnowanego przez  Cezara. Wkrótce dołączyły one do resztek armii Pompejusza, która została zniszczona pod Tapsus w kwietniu 46 p.n.e. Siłami tymi dowodzili bracia, synowie Pompejusza - Gnejusz Pompejusz i Sekstus Pompejusz, a wspomagał ich utalentowany wódz Tytus Labienus (jeden z najbardziej zaufanych dowódców Cezara z czasów wojen galijskich, wieloletni klient Pompejusza Wielkiego). Korzystając z miejscowych zasobów prowincji byli zdolni do wystawienia armii w sile 13 legionów (dołączone wcześniej dwa legiony weteranów, jeden dodatkowy legion złożony z obywateli rzymskich zamieszkujących Hiszpanię, a pozostałe legiony pochodziły z werbunku wśród miejscowej ludności) i przejęli kontrolę nad niemal całym regionem Hispania Ulterior, włączając w to ważne dla Rzymu kolonie Italica i Corduba (stolica prowincji). Wodzowie Cezara Kwintus Fabiusz Maksimus oraz Kwintus Pediusz nie zaryzykowali bitwy i zostali zablokowani w obozie w Obuculo, ponad 50 kilometrów na wschód od Corduby, domagając się w tym czasie pomocy od Cezara.
Dlatego Juliusz Cezar był zmuszony ruszyć z Rzymu do Hiszpanii by rozprawić się z Pompejuszami. Wziął ze sobą dwa legiony zaufanych weteranów (Legio X i Legio Alaudae) oraz kilka nowych legionów (wśród nich Legio III oraz Legio VI). Cezar przebył trasę z Rzymu do Obuculo (niemal 2500 km) w czasie krótszym od miesiąca, przybywając na miejsce w grudniu (natychmiast napisał krótki poemat "Iter", opisujący tę podróż). Cezar wezwał swego siostrzeńca Oktawiana by dołączył do niego, ten jednak z powodów zdrowotnych mógł do niego dotrzeć dopiero po zakończeniu kampanii.
Dzięki niespodziewanemu przybyciu Cezar mógł uwolnić od oblężenie twierdzę Ulipia (miasto to pozostało mu wierne i było bez powodzenia oblegane przez Gnejusza Pompejusza), jednak nie udało mu się wziąć Corduby, której bronił Sekstus Pompejusz. Prawdopodobnie za radą Labienusa Gnejusz Pompejusz zdecydował się unikać bitwy w otwartym polu i Cezar został zmuszony do prowadzenia zimowej kampanii, co związane było z koniecznością dodatkowego zaopatrzenia armii w żywność oraz odpowiednią odzież. Po krótkim oblężeniu Cezar wziął ufortyfikowane miasto Ategua. Cios ten okazał się dla pompejańskiej armii ciosem decydującym - w ogromnym stopniu podważającym pewność i morale żołnierzy. Zaczęły się dezercje wśród żołnierzy wywodzących się z miejscowej ludności, którzy zaczęli uciekać do wojsk Cezara. Dnia 7 marca doszło do zwycięskiej dla Cezara potyczki w pobliżu miejscowości Soricaria. Wobec faktu, że nawet obywatele rzymscy zaczęli się wahać w swej wierności i okazywali coraz większą skłonność do opuszczenia armii Gnejusza Pompejusza, ten zdecydował się porzucić stosowaną dotąd taktykę opóźniania i rozstrzygnąć wszystko w decydującej bitwie.

## Bitwa
Obie armie spotkały się ze sobą na równinach Mundy w pobliżu Osuny w południowej Hiszpanii. Armia pompejańska usytuowana była w pozycji obronnej na łagodnym wzgórzu, nieco ponad 1 kilometr od murów Mundy. Cezar prowadził w sumie około 40 000 żołnierzy - 8 legionów (80 kohort) i 8 000 jazdy, podczas gdy Pompejusz dowodził siłami liczącymi 13 legionów, 60 000 lekkiej piechoty i 8 000 jazdy, co stanowiło razem około 70 000 żołnierzy. W tym momencie wielu żołnierzy Cezara, którzy podczas wcześniejszych kampanii zdezerterowali z armii republikańskiej, uciekło z powrotem do wojsk Pompejusza. Ci później walczyli z największą desperacją, wiedząc o tym, że nie będzie dla nich wybaczenia (jak się później okazało, mieli słuszność, gdyż ci, którzy przeżyli walkę i dostali się do niewoli, zostali straceni). Po zastosowaniu udanej taktyki, mającej na celu ściągnięcie armii pompejańskiej ze wzgórza Cezar zarządził frontalny atak.
Walka trwała przez pewien czas bez wyraźnej przewagi którejkolwiek ze stron, co spowodowało, że wodzowie obu wojsk opuścili swoje stanowiska dowodzenia i dołączyli do walczących szeregów. Cezar stwierdził później, że wiele razy walczył o zwycięstwo, ale pod Mundą walczył o swoje życie. Cezar objął dowództwo nad swym prawym skrzydłem, gdzie jego ulubiony X legion zaangażował się w zażartą walkę. Zachęceni przez Cezara żołnierze dziesiątego legionu zaczęli spychać do tyłu siły Pompejusza. Zawiadomiony o tym Gnejusz Pompejusz przerzucił jeden legion z dowodzonego przez siebie prawego skrzydła na zagrożone lewe skrzydło. Jednak gdy tylko prawe skrzydło armii pompejańskiej zostało osłabione jazda Cezara ruszyła do decydującego ataku który całkowicie odmienił przebieg wyrównanej dotąd bitwy. Król Mauretanii Bogud, który był sprzymierzony z Cezarem, uderzył wraz ze swą jazdą na obóz Pompejusza. Dowodzący pompejańską kawalerią Titus Labienus zauważył ten manewr i postanowił mu się przeciwstawić. Na nieszczęście dla Pompejusza żołnierze jego legionów fałszywie zinterpretowali tę sytuację. Pod potężnym naciskiem legionu X na lewym skrzydle i kawalerii na prawym uznali, że Labienus ucieka z pola bitwy. Linie legionów Pompejusza załamały się i rzuciły się do bezładnej ucieczki. Pomimo tego, że wielu z uciekinierów znalazło schronienie za murami Mundy, bardzo wielu jednak zginęło w rzezi, jaką urządziły sobie zwycięskie wojska nad uciekającym wrogiem. W końcu na polu bitwy legło aż 30 000 zabitych żołnierzy armii pompejańskiej, podczas gdy Cezar stracił 1 000 zabitych i 500 rannych. Wszystkie 13 orłów pompejańskich legionów zostały zdobyte, co było oznaką całkowitego rozbicia armii Pompejuszów. Tytus Labienus zginął na polu bitwy, a Cezar urządził mu uroczysty pogrzeb. Gnejusz Pompejusz i Sekstus Pompejusz zdołali jednak ujść.

## Po bitwie
Cezar zostawił swego legata Kwintusa Fabiusza Maksimusa by oblegał Mundę, a sam ruszył pacyfikować prowincję. Corduba poddała się - ludzie z bronią w ręku obecni w mieście (głównie uzbrojeni niewolnicy) zostali straceni a miasto zmuszone do zapłacenia ogromnego odszkodowania. Miasto Munda trzymało się przez pewien czas, jednak po nieudanej próbie przerwania oblężenia, poddało się, a zwycięzcy wzięli 14 000 jeńców. Gajusz Didiusz, dowódca floty wiernej Cezarowi, zniszczył większość pompejańskich okrętów. Z tego powodu Gnejusz Pompejusz szukał możliwości ucieczki lądem, lecz został wkrótce schwytany i stracony.
Pomimo tego, że Sekstus Pompejusz zdołał się wymknąć, po bitwie pod Mundą nie było już poważnej siły, która byłaby zdolna podważyć panowanie Cezara, który po powrocie do Rzymu został dożywotnim dyktatorem. Niedługo cieszył się swym triumfem, gdyż 15 marca następnego roku (44 p.n.e.) został zamordowany przez kolejną generację obrońców republiki – Brutusa i Kasjusza. W tym momencie Republika rzymska była już skazana na przekształcenie się w Cesarstwo.